# Рудько Олександр Олексійович
Олександр Олексійович Рудько (нар. 16 лютого 1989, Київ) — український актор театру та кіно.

## Походження та навчання
Олександр Рудько народився у 1989 році в Києві.
Він навчався в майстерні Юрія Мажуги у Київському національному університеті театру, кіно і телебачення імені Івана Карпенко-Карого (закінчив у 2011 році).

## Творчість
З 2010 по 2013 роки Олександр Рудько працював в Київському театрі юного глядача на Липках. Потім, у 2014 році перейшов працювати в трупі Київського Вільного театру (до 2015 року).
Вперше з'явився в епізодичній ролі в 2011 році у фільмі «Арифметика підлості». Після цієї пішли інші епізодичні ролі в «Жіночому лікарі», «Страсті по Чапаю», «Квиток на двох» тощо. У 2016 році знявся в серіалі «Не зарікайся».

### Ролі в кіно
| Рік  |   | Назва                                   | Роль                               |
| ---- | - | --------------------------------------- | ---------------------------------- |
| 2019 | с | Місто закоханих Україна (у виробництві) |                                    |
| 2018 | с | За правом любові Україна                | Микола                             |
| 2018 | с | Обмани себе Україна                     |                                    |
| 2018 | с | Краще всіх Україна                      | Віктор, ординатор                  |
| 2018 | с | Домівка Надії Україна                   | Андрій                             |
| 2017 | с | Квіти дощу Україна                      | епізод                             |
| 2017 | с | Той, хто не спить Україна               | сержант                            |
| 2017 | с | Протистояння Україна                    | епізод                             |
| 2017 | с | Нюхач — 3 Україна                       | рецепционіст СБР                   |
| 2017 | с | Мир вашому дому! Україна                |                                    |
| 2017 | с | Біле-чорне                              | Вадим                              |
| 2016 | с | Я з тобою Україна                       | Володя                             |
| 2016 | с | Випадкових зустрічей не буває Україна   | Тьома, сисадмін                    |
| 2016 | с | Зведені сестри                          | Олег (жених Жені), ветеринар       |
| 2016 | с | Листи з минулого                        | епізод                             |
| 2016 | с | Нитки долі Україна                      | епізод                             |
| 2016 | с | Не зарікайся Україна                    | Гена                               |
| 2016 | с | На лінії життя Україна                  | Віктор Левицький, музикант         |
| 2016 | с | Забудь і згадай Україна                 | кореспондент                       |
| 2015 | с | Поділися щастям своїм Україна           | Сергій, кілер                      |
| 2014 | с | Брат за брата-3                         | Сергій, хлопець Оксани             |
| 2013 | с | Чорні кішки                             | Мишка, водій оперативної машини    |
| 2013 | с | Поцілунок Україна                       | Леонід, друг Андрія                |
| 2013 | с | Квиток на двох Україна                  | епізод                             |
| 2012 | с | Пристрасті по Чапаю                     | епізод                             |
| 2012 | с | Жіночий лікар Україна                   | епізод у 37-й серії «Під прицілом» |
| 2011 | с | Арифметика підлості Україна             | епізод (відсутній у титрах)        |

## Хобі
Вміє фехтувати, боксувати, грати в футбол, плавати, займається легкою атлетикою.
Олександр чудово грає на гітарі, фортепіано і ударних, займався бальними та народними танцями. Володіє ножем, мечем і шаблею. Має водійські права, захоплюється гірським туризмом.